# Luis Barrufa
Luis Barrufa (nascido em 11 de fevereiro de 1946) é um ex-ciclista uruguaio. Representou sua nação nos Jogos Olímpicos de Verão de 1968, na prova de contrarrelógio (1 000 m).